# Nunhead Cemetery

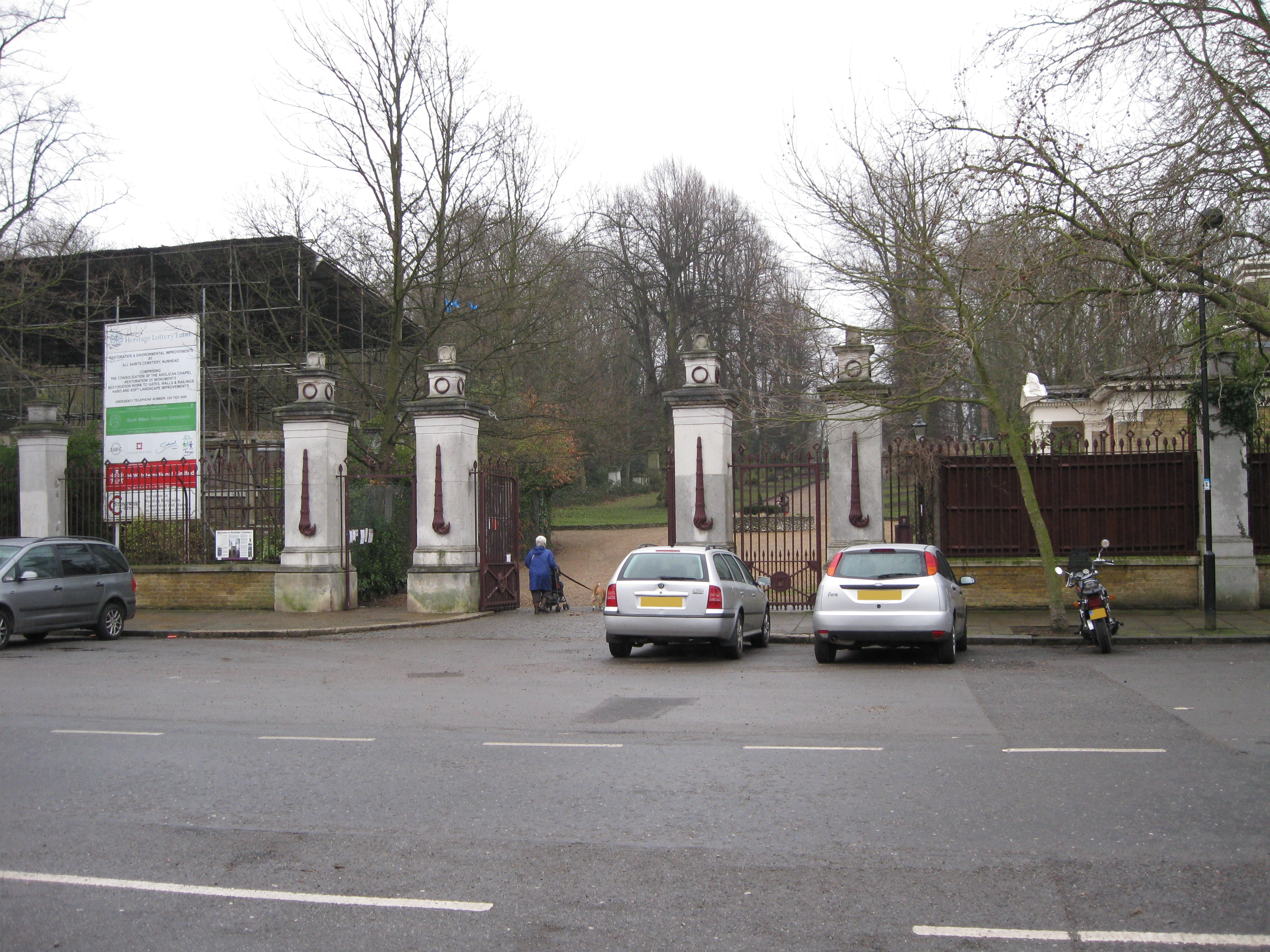
Nunhead Cemetery, Haupteingang (2010)

Nunhead Cemetery, auch All Saints’ Cemetery – ist ein alter Friedhof im London Borough of Southwark. Er ist einer der jener Friedhöfe die heute als Magnificent Seven bezeichnet werden, einer Reihe historischer kommerzieller Friedhöfe des victorianischen London. Nunhead Cemetery wurde 1840 von der London Cemetery Company eröffnet und gilt heute als der am wenigsten bekannte dieser alten Friedhöfe. Der Friedhof liegt in seinen älteren Teilen noch im Dornröschenschlaf und wird seit einigen Jahren von den Friends of Nunhead Cemetery restauriert. Der Friedhof dient heute auch als lokales Naturschutzgebiet und wird von Singvögeln, Spechten und Waldkäuzen bevölkert.

## Gräber bekannter Persönlichkeiten
- Frederick Augustus Abel (1827–1902), Chemiker und Sprengstoffexperte
- Emma Albertazzi (1815–1847), Opernsängerin
- Bryan Donkin (1768–1855), Ingenieur und Erfinder
- Horatio Bryan Donkin (1845–1927), Arzt und Neurologe
- Charles Fox (1810–1874), Bauingenieur
- Polydore de Keyser (1832–1898), Hotelier und Lord Mayor of London
- Thomas Tilling (1825–1893), Londoner Bus-Tycoon